# Petrești (Satu Mare)
Petrești é uma comuna romena localizada no distrito de Satu Mare, na região histórica da Transilvânia. A comuna possui uma área de 29.45 km² e sua população era de 1595 habitantes segundo o censo de 2007.